# Phrurotimpus parallelus
Phrurotimpus parallelus is een spinnensoort uit de familie van de Phrurolithidae.
De wetenschappelijke naam van de soort werd in 1921 als Phrurolithus parallelus gepubliceerd door Ralph Vary Chamberlin.